# Damiano Vannucci
Damiano Vannucci (Geleen, 30 de julho de 1977) é um ex-futebolista samarinês que atuava como volante.

## Carreira em clubes
Em sua carreira, jogou por equipes das divisões inferiores da Itália (Bellaria Igea Marina, Real Misano, CBR Pietracuta, Tropical Ospedaletto e Perticara Calcio), além de ter defendido Virtus, Juvenes/Dogana, Libertas, La Fiorita e Folgore Falciano, onde se aposentou em 2014. Ele também exerceu paralelamente a função de preparador físico nas categorias de base do San Marino Calcio.

## Carreira internacional
Vannucci estreou pela Seleção de San Marino em outubro de 1996, na derrota por 5 a 0 para a Bélgica. É o quarto jogador que mais defendeu La Serenissima, com 69 jogos (empatado com Davide Simoncini), com 67 derrotas, uma vitória (2 a 0 sobre Liechtenstein, que até setembro de 2024 foi a única de San Marino) e um empate (1 a 1 com a Letônia, em 2001).

## Títulos
Libertas
- Copa Titano: 2006

Juvenes/Dogana
- Copa Titano: 2011

La Fiorita
- Copa Titano: 2011–12

### Individuais
- Prêmio Pallone di Cristallo: 2006